# Folk Singer
Folk Singer es un álbum de estudio de Muddy Waters y publicado por Chess Records en enero de 1964.
Fue producido por Willie Dixon y Ralph Bass y grabado en Chicago, Estados Unidos, en septiembre de 1963.
Dicho álbum cuenta con Willie Dixon, Clifton James y Buddy Guy como músicos invitados.

## Canciones
1. "My Home Is In The Delta" (McKinley Morganfield) - 3:58
2. "Long Distance" (McKinley Morganfield) - 3:30
3. "My Captain" (Willie Dixon) - 5:10
4. "Good Morning Little School Girl" (Sonny Boy Williamson) - 3:12
5. "You Gonna Need My Help" (McKinley Morganfield)- 3:09
6. "Cold Weather Blues" (McKinley Morganfield) - 4:40
7. "Big Leg Woman" (John Temple) - 3:25
8. "Country Boy" (McKinley Morganfield) - 3:26
9. "Feel Like Going Home" (McKinley Morganfield) - 3:52

## Personal
- Muddy Waters: Guitarra y voces.
- Willie Dixon: Bajo (excepto en "Feel Like Going Home") y producción.
- Buddy Guy: Guitarra rítmica (excepto en "Feel Like Going Home").
- Clifton James: Batería (excepto en "Feel Like Going Home").
- Ralph Bass: Producción.